# 4225 Hobart
4225 Hobart eller 1989 BN är en asteroid i huvudbältet som upptäcktes den 31 januari 1989 av de båda japanska astronomerna Tsutomu Hioki och Nobuhiro Kawasato i Okutama. Den är uppkallad efter Joseph R. Hobart.
Asteroiden har en diameter på ungefär 6 kilometer.